# Park stanowy First Landing
Park stanowy First Landing (ang. First Landing State Park) – park stanowy w stanie Wirginia w Stanach Zjednoczonych nad zatoką Chesapeake. Jest to najczęściej odwiedzany park stanowy w Wirginii.
Do 1997 roku park nosił nazwę park stanowy Seashore (ang. Seashore State Park). Obecna nazwa parku First Landing oznacza dosłownie pierwsze lądowanie. Odzwierciedla ona fakt, że w jego pobliżu 26 kwietnia 1607 roku po 144-dniowej podróży z Anglii wylądował Christopher Newport, wraz z ekspedycją 104 kolonistów, którzy nieco później założyli Jamestown, pierwszą stałą osadę angielskich kolonistów w Ameryce Północnej.
Park zajmuje powierzchnię 11,69 km² i posiada dwukilometrową plażę. Na jego terenie znajduje się 20 kabin turystycznych do wynajęcia, a także kemping. Na terenie parku wytyczono 9 pieszych szlaków turystycznych o łącznej długości ponad 30 kilometrów.